# Charles Dalton
Pour les articles homonymes, voir Dalton.
Charles Dalton (1850-1933), était un homme d'affaires et un homme politique canadien qui fut Lieutenant-gouverneur de l'Île-du-Prince-Édouard.

## Biographie
Charles Dalton naît le 9 juin 1850 à Tignish, sur l'Île-du-Prince-Édouard. Il se lance avec succès dans l'élevage de renards pour leur fourrure et, grâce à sa fortune, achète le quotidien Charlottetown Guardian. Parallèlement, il s'intéresse à la politique et est élu député de sa circonscription en 1912 et 1915 mais est battu en 1919.
Philanthrope, il fait le don d'une ambulance motorisée au gouvernement canadien durant la Première Guerre mondiale, construit une école dans son village natal et, sa fille étant morte de tuberculose, fournit les fonds nécessaires à la fondation d'un sanatorium à Emyvale en 1915.
Il est fait Chevalier commandeur de l'Ordre de Saint-Grégoire-le-Grand et est nommé Lieutenant-gouverneur de l'Île-du-Prince-Édouard le 29 novembre 1930.
Toujours en fonction, Charles Dalton meurt le 28 décembre 1933